# MACS J0025.4-1222
MACS J0025.4-1222 — скопление галактик, возникшее в результате столкновения двух скоплений галактик. Как и в открытом ранее скоплении Пуля, в данном скоплении центроид межгалактического газа и центроид сталкивающихся скоплений разделены в пространстве.
На изображении межгалактический газ показан пурпурным цветом, а распределение массы скоплений отмечено синим цветом. Видно, что две компоненты разделены по аналогии с ситуацией в скоплении Пуля. Данное скопление предоставляет подтверждение того, что тёмная материя существует, а её частицы слабо взаимодействуют друг с другом.

## Подробности
Представленное изображение является результатом отдельных снимков на телескопе Хаббл с помощью приёмников ACS и WFPC2 и на телескопе Чандра с приёмником ACIS. Изображения были получены телескопом Хаббл 5 ноября 2006 года и 6 июня 2007 года. На снимках в видимом диапазоне наблюдаются явления гравитационного линзирования, по параметрам которых удалось восстановить распределение полной массы (обычное вещество и тёмная материя). Обычное вещество представлено в виде горячего газа, испускающего рентгеновское излучение. Распределение газа было получено по данным телескопа Чандра. Таким образом, большая часть массы в отмеченных синим цветом областях заключена в тёмной материи.
Международную группу астрономов, проводивших данное исследование, возглавляли Marusa Bradac из Калифорнийского университета в Санта-Барбаре и Steve Allen из Стэнфордского университета и лаборатории SLAC.
Два скопления, сформировавшие данное, имеют массу около 1015 масс Солнца. Они столкнулись со скоростью более миллиона км/ч, при этом горячий газ из одного скопления столкнулся с горячим газом второго скопления и замедлился. Тёмная материя не ощутила замедления.